# عشق بی‌پایان (مجموعه تلویزیونی ۲۰۱۴)
عشق بی‌پایان (کره‌ای: 끝없는 사랑; لاتین‌نویسی اصلاح‌شده: Ggeuteobsneun Sarang) یک مجموعهٔ تلویزیونی کره جنوبی سال ۲۰۱۴ به کارگردانی لی هیوک جین و به نویسندگی نا یون سوک و با بازی هوانگ جونگ-ایوم، ریو سو-یونگ و جونگ کیونگ هو است. این مجموعه از ۲۱ ژوئن تا ۲۶ اکتبر ۲۰۱۴، روزهای شنبه و یکشنبه ساعت ۲۲:۰۰ (کی‌اس‌تی) از اس‌بی‌اس برای ۳۷ قسمت پخش شد.

## بازیگران

### اصلی
- هوانگ جونگ-ایوم در نقش سو این ئه
  - بانگ یو سول در نقش جوانی این ئه
- ریو سو-یونگ در نقش هان گوانگ هون
  - چوی هاهو در نقش جوانی گوانگ هون
- جونگ کیونگ هو در نقش هان گوانگ چول
  - جو یونگ جین در نقش جوانی گوانگ چول